# شهریور ۱۳۹۱
شهریور ۱۳۹۱، ششمین ماه سال ۱۳۹۱ هجری خورشیدی است.
آغاز آن چهارشنبه: ۱ شهریور ۱۳۹۱ (۲۲ اوت ۲۰۱۲ میلادی)